# أتمتة المركبات

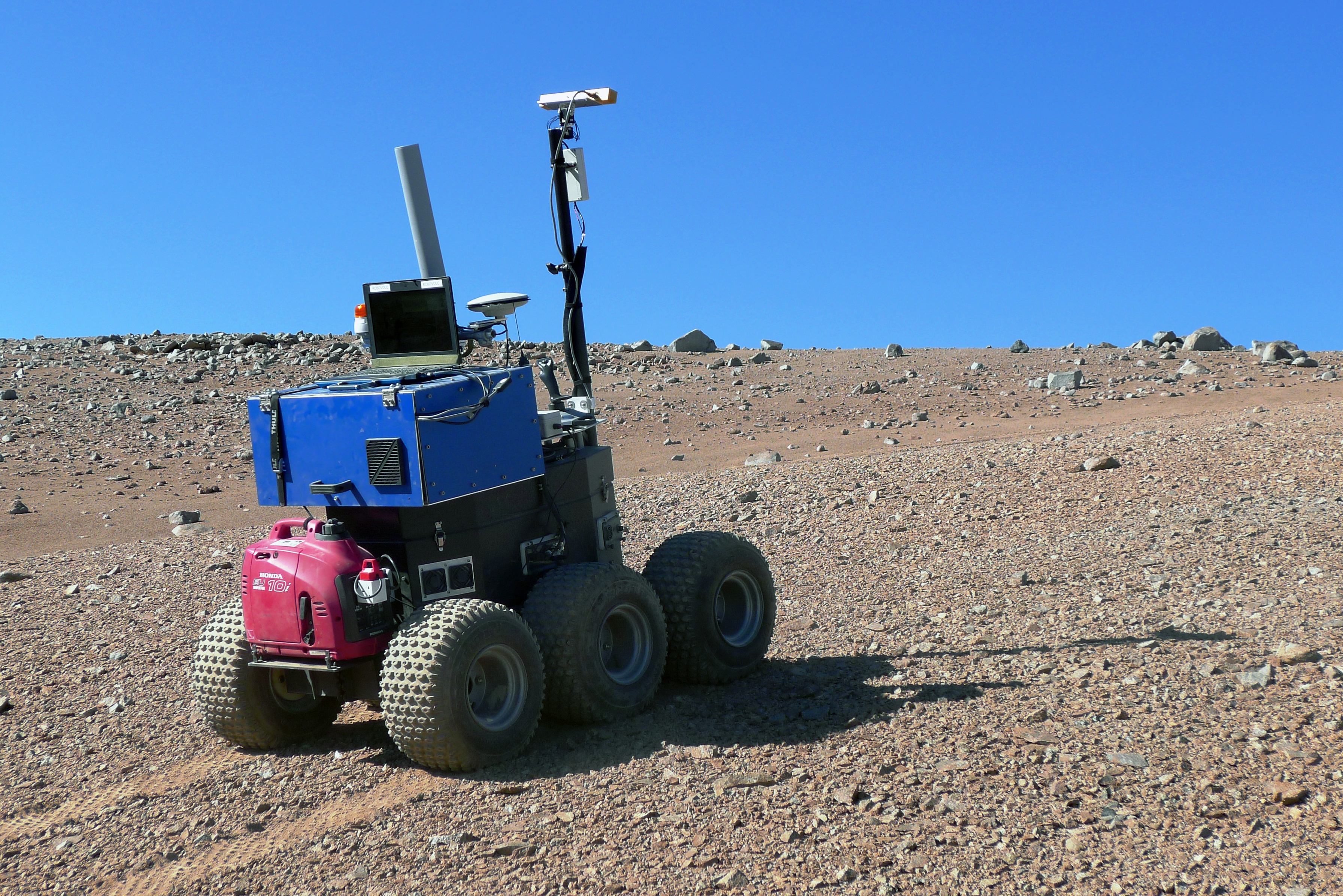
المركبة مؤتمتة ESA Seeker أثناء الاختبارات في برَنال

أتمتة المركبات تتضمن استخدام الميكاترونكس والذكاء الاصطناعي وأنظمة متعددة الوكلاء لمساعدة مشغل المركبة مثل السيارة أو الشاحنات أو الطائرات أو المركبات المائية. المركبة التي تستخدم الأتمتة لمهام مثل الملاحة لتسهيل التحكم البشري ولكن لا تحل محله، مؤهلة لتكون شبه مستقلة ، في حين تسمى المركبة ذاتية التشغيل بالكامل ذاتية القيادة.
تشمل المركبات المؤتمتة المركبات ذاتية القيادة ، والزوارق المسيرة بغير بحار، والقطارات ذاتية القيادة ، والطيارين الآليين المتقدمين للطائرات، والمسيرات والمُتجولات، بالإضافة إلى الصواريخ والقذائف الموجهة.